# Microsoft Messenger
Microsoft Messenger for Mac é a versão do comunicador instantâneo da Microsoft para o sistema operacional Mac OS X da Apple Computer. Com ele é possivel comunicar-se, tanto com pessoas do Windows Live Messenger, como do Yahoo! Messenger, além do suporte a emoticons, nome da canção em que o usuário está escutando no iTunes como mensagem pessoal, uma interface parecida com o sistema operacional Mac OS X, entre outros recursos.
Em 25 de outubro de 2010, a Microsoft lança a versão 8.0 do seu mensageiro para Mac. O mesmo também está disponível no pacote Office para Mac OS X. As novidades dessa versão são as correções de bugs antigos do programa, além de trazer oficialmente suporte a áudio e vídeo. 